# Danilova (cráter)
Danilova es un cráter de impacto en el planeta Venus de 48,8 km de diámetro. Lleva el nombre de Maria Danilova (1793-1810), bailarina de ballet rusa, y su nombre fue aprobado por la Unión Astronómica Internacional en 1991.

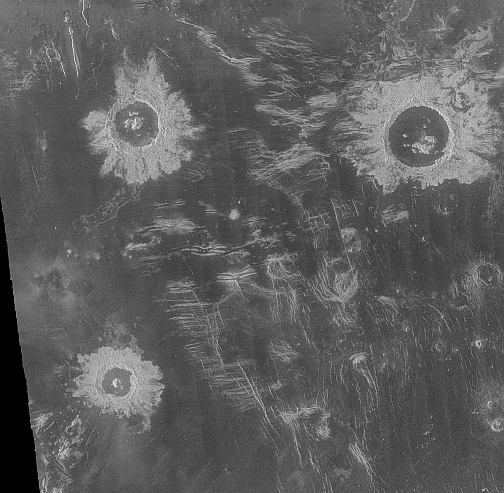
Danilova es parte de un grupo de tres cráteres. En el sentido de las agujas del reloj desde arriba a la izquierda: Danilova, Aglaonice, y Saskia